# Ласте проласте
Ласте проласте је традиционална колективна дечја игра. У прошлости су је играле најчешће женска деца, а данас је играју деца предшколског узраста у вртићима.
Игра Ласте проласте настала је из обичаја који су се практиковали у време ускршњих Поклада, међу децом из православних, католичких и протестантских средина.

## Историја настанка игре
Традиционалне дечје игре често су настајале из обредне праксе одраслих коју су, након губитка значаја по заједницу, деца пребацивала у свој свет игре или су још у време обављања неких обреда паралелно такве ситуације пресликавали и претварали у игру. Такав случај је и са игром Ласте проласте, која је настала из обичаја који су се практиковали у Војводини у време Поклада. Етнолози ову игру сврставају у веома архаичну обредну игру, повезану са ритуалима провлачења за здравље, очишћење, поновно рађање. Третира се као као покладна игра, која се изводила од момента уласка у ускрњи пост, а неки је сврставају и у остатке играчког обредног наслеђа са сабора и вашара који су одржавани у време Покалада. У 20. веку Ласте проласте је од обредне прешла у домен дечје игре. Игра има изразито велику територијалну распрострањеност и саувала је извесну садржајну слојевитост препознатљивог обредног карактера.
Игра се данас изводи најчешће под именом Ласте проласте, али је позната и под другим називима: Капија, Вињица, Ширте, порте и Зуј, зуј, зујде код Срба, Хрвата и Буњеваца, Буј, буј, зелена грано код Мађара и Ланца код Словака.

## Правила игре
Постоји неколико варијанти ове игре, а све се своде на провлачење испод „тунела” направљеног од испружених руку. За игру је потребно да има што више девојчица. Оне између себе, разбрајалицом, одреде две које се повуку у страну и да остале не знају, договоре се која је „златна јабука” а која „златна крушка”. Затим се поставе једна наспрам друге, ухвате се за руке у висини лица и певају препознатљиву песму која, као и игра, има више сличних варијанти. Док се пева, при чему певају сва деца, остале девојчице ухвате се за руке и у ланцу пролазе испод њихових руку. На последње речи песме прве две девојчице спуштају руке и хватају између њих ону која пролази у том тренутку. Одводе је у страну и питају да изабере страну „крушку” или „јабуку”. „Заробљена” девојчица стаје иза оне чије је име казала. Игра се продужава док се све девојчице не разделе. Када се све девојчице поделе, девојчице у свакој групи држе једна другу око паса, а прве две насупрот једна другој држе се за руке па се надвлаче. Група која надвуче противничку проглашава се победничком, а затим се игра понавља, са новим позицијама учесника.
Игра се најчешће практиковала у урбаним срединама, у амбијенту стамбених квартова и школских дворишта. Игра се практикује и данас, код предшколске деце и млађих основаца.

### Варијанте игре
У савременој верзији игре, на последње стихове песме деца спусте руке и заробе једно дете (које се нашло испод „тунела” од руку). То заробљено дете треба да одговара на питања која му поставе. Питања постављају оба детета, најпре једно, па друго). „Заробљено” дете стаје иза детета на чије је питање тачно одговорило. Ако не одговори тачно ни на једно питање – испада из игре. Кад су сва деца заробљена, обе групе се надвлаче.
Данас постоји и верзија у којој игра започиње тако што деца формирају две врсте, окренуте једна другој лицем, високо подигнутих руку са испреплетаним прстима, уз песму и провлачење. У игри учествује паран број деце. Свако дете из једне колоне има свог пара у другој. Парови се ухвате за руке и подигну их, правећи тако спојеним рукама тунел. Први пар у колони склапа руке и пролази кроз овако направљен тунел од руку. Кад дођу до краја тунела, пар се поставља као и остали, продужавајући тунел. Сваки следећи пар ради исто и тако се тунел стално наставља. Све време деца певају исту песму.

### Песма уз игру
Као и код саме игре и код песме која се током игре пева постоји неколико варијанти, што није чудно, обзиром на широку територијалну распрострањеност.
| Текст на српском | ****** | Текст на мађарском | ****** | Превод са мађарског |
| --- | ------ | --- | ------ | --- |
| Ласте, проласте, На Мораву доласте, Ваша гора увела, А наша је зелена. Као перо, лака Веро, Отвори нам врата Веро, Да нам прође наша војска, Хеј, хај, затварај! |        | Bùj. bùj, Zöld ág, Zöld levelecske, Nyitva van az aranyka pu, Csak bùjjatok rajta, Rajta, rajta, leszakadt a pajta, Benn maradt a macska! |        | Сагни се, сагни, Под зеленом граном, Зелени листићу, Отворена је златна капија, Пролазите испод, Сад, сад, срушио се амбар, Мачка је остала унутра! |